# Комета Веста
Комета Веста (англ. Comet West), C/1975 V1, 1976 VI, 1975n — комета, описываемая как наиболее яркий объект внутренней области Солнечной системы при наблюдениях в 1976 году. Иногда её называют «большой кометой».

## История
Комету 5 ноября 1975 года обнаружил Ричард М. Вест на фотографии, которую сделал 24 сентября в Европейской южной обсерватории (Ла-Силья) Гвидо Писарро. Также Вест нашёл комету на других фотопластинках из того же участка неба, которые были сделаны 10 и 13 августа. В начале декабря 1975 года комета ненадолго вошла в зону наблюдения астрономов Северного полушария, но всё время оставалась видимой на вечернем небе Южного полушария. Комета прошла перигелий 25 февраля 1976 года. В перигелии комета обладала минимальной элонгацией относительно Солнца, равной 6,4°; видимая звёздная величина в максимуме блеска составила −3m. С 25 февраля до 27 февраля наблюдатели сообщали, что комета была достаточно яркой, чтобы наблюдать её на фоне дневного неба.
Несмотря на яркость объекта, комета Веста практически не упоминалась в СМИ. Отчасти это было связано с разочарованием после появления кометы Когоутека, оказавшейся тусклой вопреки предсказаниям.
17 февраля 1986 года в Республике Конго по случаю появления кометы Галлея была выпущена специальная авиапочтовая марка номиналом 150 центральноафриканских франков с изображением …кометы C/1975 V1 (Веста).

## Период
При почти параболической траектории оценки орбитального периода данной кометы варьируются от 254 000 до 558 тысяч и даже 6,5 миллионов лет. Расчёт наиболее согласующейся с наблюдениями орбиты затруднён, поскольку комета испытала расщепление ядра, которое могло создать негравитационное возмущение орбиты. Каталог орбит комет Смитсоновской астрофизической обсерватории 2008 года перечисляет 195 наблюдений C/1975 V1 и 135 наблюдений C/1975 V1-A, что в целом даёт 330 наблюдений, 218 из которых использованы при вписывании орбиты. Комета C/1999 F1 обладает похожим периодом. Афелий оценивается в 70 000 а.е., но орбитальный период в миллионы лет очень неустойчив, поскольку подобные орбиты испытывают возмущения от ближайших звёзд и приливного ускорения Галактики.

## Разрушение
До прохождения кометой перицентра по данным о 28 положениях объекта, полученным в интервале между 10 августа 1975 года и 27 января 1976 года, орбитальный период кометы Веста оценивался в 254000 лет. При прохождении кометы на расстоянии 30 млн км от Солнца наблюдалось расщепление кометы на четыре фрагмента.
Первое наблюдение расщепления произошло вблизи 7 марта 1976 года в 12:30 UT, когда были получены сообщения о разделении кометы на два фрагмента. Астроном Стивен O'Meara сообщил, что наблюдал формирование двух дополнительных фрагментов утром 18 марта, используя 9-дюймовый Гарвардский рефрактор.

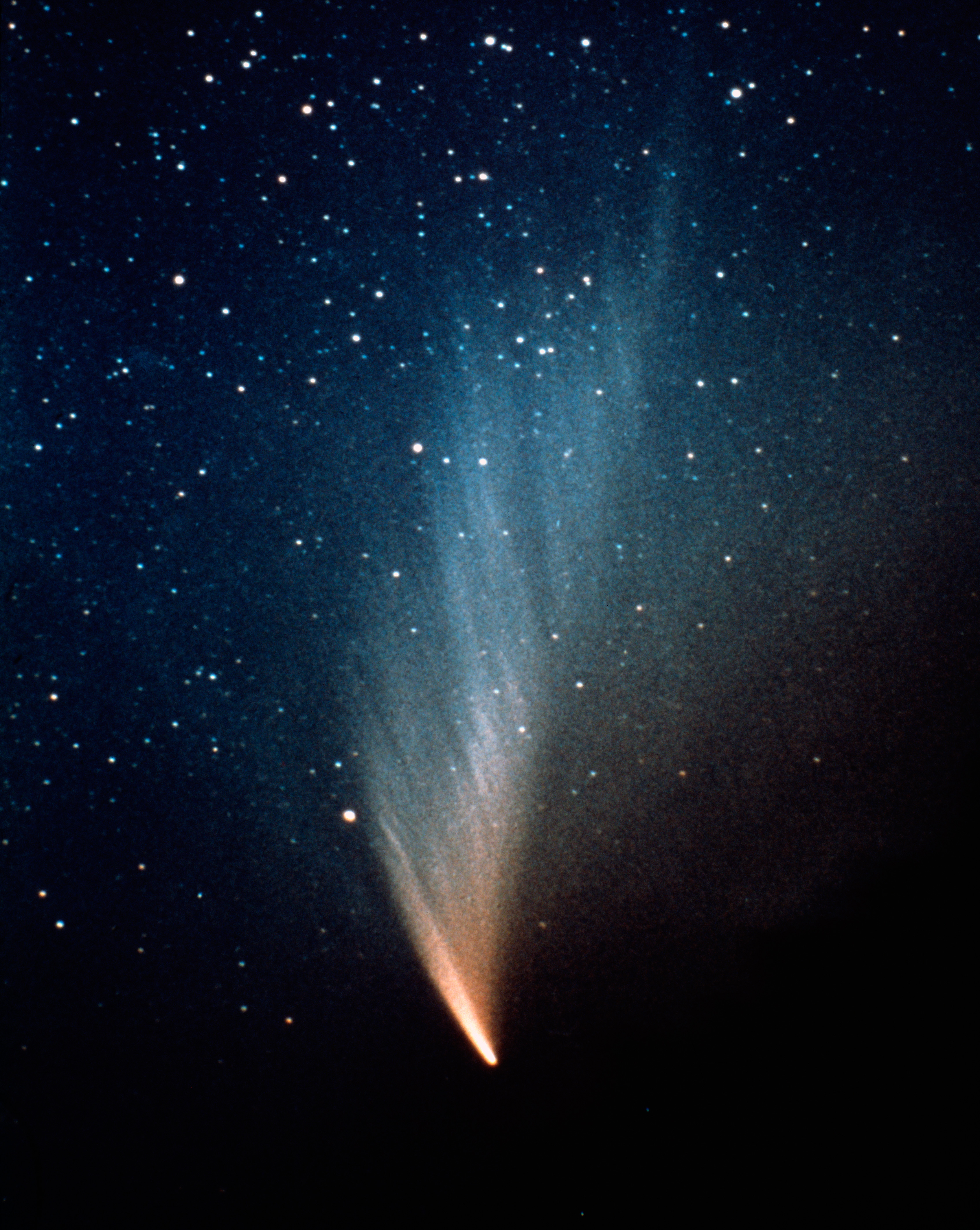
Комета Веста в марте 1976 года вблизи максимума блеска.

Фрагментация ядра была, в то же время, одним из нескольких наблюдавшихся расщеплений кометного ядра, ярким примером которых можно считать фрагментацию ядра Большой кометы 1882 года, представителя семейства комет Крейца. Не так давно кометы 73P/Швассмана — Вахмана, C/1999 S4 LINEAR и дю Туа — Неуймина — Дельпорта также подвергались разрушению при близком пролёте мимо Солнца. С 2003 года комета Веста находится на расстоянии более 50 а.е. от Солнца.

## Номенклатура
В номенклатуре времени открытия кометы она значилась как Комета 1976 VI или Комета 1975n, но в современной номенклатуре она известна как C/1975 V1. (Отметим, что обозначение «1976 VI» использует римское число VI = 6, а в «C/1975 V1» содержится буква V и цифра 1).